# Parafia bł. Stefana Wincentego Frelichowskiego w Toruniu
Parafia błogosławionego Stefana Wincentego Frelichowskiego w Toruniu – parafia rzymskokatolicka w diecezji toruńskiej, w dekanacie Toruń IV, z siedzibą w Toruniu.
Parafię erygowano 8 września 1999 roku. Została ona wydzielona z parafii św. Apostołów Piotra i Pawła oraz Najświętszego Serca Pana Jezusa w Małej Nieszawce.

## Odpust
- Bł. Stefana W. Frelichowskiego – niedziela po 23 lutego[2]

## Ulice
Ulice na obszarze parafii:

- Bliska
- Bydgoska
- Daleka
- Kameralna
- Kolorowa
- Krańcowa
- Kręta
- Leśna
- Lisia
- Łozowa
- Pogodna
- Poznańska
- Poznańska
- Glinki
- Poznańska
- Wybudowanie
- Przesmyk
- Stepowa
- Szubińska
- Wodociągowa